# گارد ساحلی (مجموعه تلویزیونی)
گارد ساحلی مجموعه‌ای تلویزیونی به کارگردانی محسن شاه‌محمدی و تهیه‌کنندگی هومن کبیری ساخته سال ۱۳۸۳ در ژانر پلیسی است که از شبکه سه ایران پخش شده‌است.تصویربرداری این سریال از ۷ آذر ماه ۱۳۸۳، در بندرعباس آغاز شد و به مدت سه ماه ادامه یافت.

## داستان
یک تاجر اهل تهران به نام آقای امینی مدتی است کسی از او خبر ندارد. دختر او سارا به همراه همسرش امیر برای پیدا کردن وی به بندر خمیر در ۷۰ کیلومتری بندرعباس می‌روند. وقتی او را نمی‌یابند، به پاسگاه ساحلی خمیر مراجعه می‌کنند و از آن لحظه به بعد پیگیری‌های استوار سوبان اسماعیلی معاون پاسگاه برای پیدا کردن آقای امینی شروع می‌شود؛ پس از طی ماجراهایی که منجر به مفقود شدن امیر و کشته شدن فرمانده پاسگاه ستوان علی محمدی به دست افرادی ناشناس می‌شود مشخص می‌شود آقای امینی توسط افراد کارخانه اش به قتل رسیده چون با آن‌ها برای قاچاق و جاسازی مواد مخدر در بسته‌بندی محصولات کارخانه همکاری نکرده و آن‌ها برای مشکوک نشدن مقامات محلی شخصی بسیار شبیه او پیدا کرده و جایگزین او می‌کنند و همین افراد کارخانه سارا و امیر را که سوار ماشین امیر بوده‌اند در جاده برگشت به تهران به دره‌ای پرتاب می‌کنند که منجر به کشته شدن امیر و زخمی شدن سارا می‌شود افراد کارخانه همگی به دستور امینی قلابی و توسط مباشر کارخانه کشته می‌شوند و خود امینی هم به دست همین مباشر کشته می‌شود و گروه قاچاقچیان مسلح مواد مخدر که امینی تشکیل تشکیل داده، پس از لو رفتن با مأموران نیروی انتظامی درگیر شده و ماجرا با دستگیری مباشر و قاچاقچیان خاتمه می‌یابد.

## بازیگران
- اکبر زنجانپور در نقش استوار
- حدیث فولادوند در نقش سارا
- احمد نجفی در نقش امینی
- ایرج راد در نقش فرمانده
- بهرام ابراهیمی در نقش افسر تحقیق
- الهام پاوه‌نژاد در نقش لیلوک
- عنایت‌الله بخشی در نقش ناخدا
- سهیلا رضوی در نقش ربابه
- مهدی تقی‌نیا در نقش مباشر
- کیوان محمودنژاد در نقش امیر
- شاه‌علی سرخانی در نقش سیا
- علی مردانه در نقش ممدوح
- علی اشکان در نقش گروهبان
- فریده گرمساری در نقش ملیحه
- علی برجی در نقش طنابی
- وحیدرضا زارع در نقش غلو
- لیندا کیانی در نقش نیره
- عصمت رضاپور در نقش مادر سارا
- حمیدرضا سعیدی در نقش شایان
- عادل کرمی در نقش معاون
- فائزه برزگر در نقش فائزه
- رامین رأفتی اصل‌زاده در نقش رامین
- احمد محمدی در نقش پدربزرگ
- اکبر امیری در نقش کیا